# Хельсинкская тюрьма
Хельсинкская тюрьма (фин. Helsingin vankila) — тюрьма, расположенная в центральной части Хельсинки, в районе Херманни. Там содержатся заключенные из столичного региона, приговоренные к лишению свободы на длительные сроки, а также рецидивисты. В настоящее время тюрьма является единственной действующей тюрьмой в Хельсинки, поскольку функции Хельсинкского следственного изолятора, ранее располагавшегося в Катаянокке, были переданы тюрьме Вантаа. Свое нынешнее название тюрьма, ранее именовавшаяся Центральная тюрьма Хельсинки, получила в начале 2001 года.

## История

### Основание и строительство
Первый тюремный комплекс на 100 камер был построен в 1881 году. В тюрьме помещалось в общей сложности было 250 мест для заключенных в общих и одиночных камерах, больница и церковь. Штат тюрьмы состоял из коменданта, двух надзирателей, пяти охранников, бригадира, истопника, бухгалтера, врача, проповедника. К 1915 году было завершено строительство восточного и западного отделения для камер дневного содержиния. Этап строительства объектов для работы и увлечений длился до 1970 года. Нынешние спортивные сооружения и столовые были открыты только в 1998 году. С появлением новых отделений тюрьмы росло и количество заключённых. В 40-е годы после войны появились заключённые, которых осудили за сокрытие оружия.                            

### 1960-1970-е годы
К 1960 году в тюрьме было уже 800 заключённых, а штат состоял из 188 сотрудников, большинство из которых были охранниками. При тюрьме работала больница на 20 коек и операционная. Затраты на содержание заключённых компенсировались их же трудом. В 1970-х годах система содержания заключённых в Финляндии была значительно реформирована, что привело к сокращению заключённых в Хельсинской тюрьме. Количество тюрем составляло 550, а количество заключенных колебалось от 400 до 600. Операционная прекратила свою деятельность, и на ее месте было создано психиатрическое отделение.

### 1980-1990-е годы
В 1980 годах заключенных было около 500 человек, а персонал состоял из 270 сотрудников. Заключенные были рецидивистами, большинство из которых совершили преступления против собственности. В этот период были значительно развиты образовательные, реабилитационные и социальные программы. В 1990 годы количество заключённых в этой тюрьме сократилось почти до 300 человек, осуждённых за преступления, связанные с наркотиками или насильственными действиями. В связи с этим были введены тесты на наркотики. Наркотики и сегодня остаются проблемой тюрьмы. Были случаи, когда заключенные только в тюрьме впервые пробовали наркотикосодержащие вещества. В связи с этим была создана специальная камера, которая предназначена для тех, кого подозревают в проносе наркотиков. В 1990-е годы состоялся последний побег из тюрьмы Хельсинки. В 1993 году четверо заключенных сбежали через стену, поэтому меры безопасности были усилены. В 1990-х годах в тюрьме был проведен ремонт. Западное отделение камеры было отремонтировано в 1993 году, а восточное — в 1998 году. 

### 2000-е годы
В 2012 году был завершен ремонт тюрьмы. В 21 веке количество заключенных снова начало расти, и в тюрьме Хельсинки в основном содержатся заключенные, отбывающие длительные сроки заключения, из столичного региона. Увеличилась и доля иностранцев. Город Хельсинки принял решение очистить территорию, прилегающую к тюрьме, для растущего поблизости нового городского района. Кирпичная стена длиной 570 метров и высотой около двух метров была построена за пределами старой тюремной стены в 2008–2009 годах.